# Foqra Ouled Aameur
Foqra Ouled Aameur (àrab الفقراء أولاد عامر) és una comuna rural de la província de Berrechid de la regió de Casablanca-Settat. Segons el cens de 2014 tenia una població total de 6.256 persones.